# Награди „Оскар“ (68-а церемония)
Шестдесет и осмата церемония по връчване на филмовите награди „Оскар“ се провежда на 25 март 1996 година. На нея се връчват призове за най-добри постижения във филмовото изкуство за предходната 1995 година. Събитието се провежда в Дороти Чандлър Павилион, Лос Анджелис, Калифорния. Водещ на представлението е актрисата Упи Голдбърг.
Големият победител на вечерта е историческата сага „Смело сърце“, режисирана от Мел Гибсън, с номинации за отличието в 10 категории, печелейки 5 от тях.
Сред останалите основни заглавия са британската викторианска драма „Разум и чувства“ на Анг Лий, полуанимираната комедийна драма „Бейб“ на Крис Нунън, космическата епопея „Аполо 13“ на Рон Хауърд, итало-френският „Пощальонът“ на Майкъл Радфорд, затворническата драма „Осъденият на смърт идва“ на Тим Робинс и драматичният декадентски романс „Да напуснеш Лас Вегас“ на Майк Фигис.
Тазгодишните награди са сред изключително малкото случаи, когато никой от печелившите и в четирите актьорски категории не е от произведение, номинирано за най-добър филм.

## Филми с множество номинации и награди
| Долуизброените филми получават повече от 2 номинации в различните категории за настоящата церемония: - 10 номинации: Смело сърце - 9 номинации: Аполо 13 - 7 номинации: Бейб, Разум и чувства - 5 номинации: Пощальонът - 4 номинации: Осъденият на смърт идва, Да напуснеш Лас Вегас, Никсън, Играта на играчките - 3 номинации: Батман завинаги, Аленият прилив | Долуизброените филми получават повече от 1 награда „Оскар“ на настоящата церемония: - 5 статуетки: Смело сърце - 2 статуетки: Аполо 13, Покахонтас, Реставрация, Обичайните заподозрени |

## Номинации и награди
Долната таблица показва номинациите за наградите в основните категории. Победителите са изписани на първо място с удебелен шрифт.
| Най-добър филм | Най-добър режисьор |
| --- | --- |
| - Смело сърце - Аполо 13 - Бейб - Пощальонът - Разум и чувства | - Мел Гибсън – Смело сърце - Майк Фигис – Да напуснеш Лас Вегас - Крис Нунън – Бейб - Майкъл Радфорд – Пощальонът - Тим Робинс – Осъденият на смърт идва                                                                                    |
| Най-добра мъжка роля | Най-добра женска роля |
| - Никълъс Кейдж – Да напуснеш Лас Вегас - Ричард Драйфус – Mr. Holland's Opus - Антъни Хопкинс – Никсън - Шон Пен – Осъденият на смърт идва - Масимо Троизи – Пощальонът                       | - Сюзън Сарандън – Осъденият на смърт идва - Елизабет Шу – Да напуснеш Лас Вегас - Шарън Стоун – Казино - Мерил Стрийп – Мостовете на Медисън - Ема Томпсън – Разум и чувства                                                               |
| Най-добра поддържаща мъжка роля | Най-добра поддържаща женска роля |
| - Кевин Спейси – Обичайните заподозрени - Джеймс Кромуел – Бейб - Ед Харис – Аполо 13 - Брад Пит – Дванайсет маймуни - Тим Рот – Роб Рой                                                       | - Мира Сорвино – Могъщата Афродита - Джоан Арън – Никсън - Катлийн Куинлан – Аполо 13 - Меър Уинингам – Джорджия - Кейт Уинслет – Разум и чувства                                                                                           |
| Най-добър оригинален сценарий | Най-добър адаптиран сценарий |
| - Обичайните заподозрени – Кристофър Маккуори - Смело сърце – Рандал Уолъс - Могъщата Афродита – Уди Алън - Никсън – Оливър Стоун, Кристофър Уилкинсън и Стивън Ривиъл - Играта на играчките – | - Разум и чувства – Ема Томпсън - Аполо 13 – Al Reinert и Уилям Бройлс - Бейб – Джордж Милър и Крис Нунън - Да напуснеш Лас Вегас – Майк Фигис - Пощальонът – Майкъл Радфорд, Ана Павиняно, Фурио Скарпели, Джакомо Скарпели, Масимо Троизи |
| Най-добра кинематография (операторско майсторство) | Най-добър чуждоезичен филм |
| - Смело сърце – Джон Тол - Малка принцеса – Емануел Любецки - Шанхайска триада – Lu Yue - Разум и чувства – Michael Coulter - Батман завинаги – Стивън Голдблат                                | - Антония (Холандия) - All Things Fair (Швеция) - Poussières de vie (Алжир) - O Quatrilho (Бразилия) - The Star Maker (Италия) |

## Галерия
| Мел Гибсън „Оскар“ за режисура | Никълъс Кейдж „Оскар“ за главна мъжка роля | Сюзън Сарандън „Оскар“ за главна женска роля | Кевин Спейси „Оскар“ за поддържаща мъжка роля | Мира Сорвино „Оскар“ за поддържаща женска роля |
| ------------------------------ | ------------------------------------------ | -------------------------------------------- | --------------------------------------------- | ---------------------------------------------- |
|                                |                                            |                                              |                                               |                                                |